# アラン・バンキャール
アラン・バンキャール(Alain Bancquart、1934年6月20日 - 2022年1月27日)は、フランスの現代音楽の作曲家。

## 略歴
フランスパリ音楽院で学ぶ。音楽院ではダリウス・ミヨーに師事した。弟子にブリス・ポゼがいる。2019年に亡くなった妻マリ＝クレール・バンキャールは作家。

## 作曲作品について
題名はソナタや交響曲や弦楽四重奏など伝統的なものにこだわっているが、書式は微分音をかなりの割合で含む精妙なもので、時には十六分の一音まで操作が及ぶことがある。日本人の弟子はジェラール・グリゼイより少なく、作品の演奏が日本でほとんどないためアジア圏ではほとんど知られていないに等しいが、mode recordsが「迷宮の書」の二枚のCDを発売したころから認知されるようになった。
とはいえ、大規模作品はこれ以外にも豊富にあり、80歳を超えてもクオリティの高い大規模作品を次々と発表するなど創作意欲に衰えは一切見られない。ユン・イザンやアラン・ペッタションのような息の長い持続を好み、数分以上も一息が続くことがある。パラレルに線をどこまでも積み重ねるため、対位法は単純でも垂直合音はかなり複雑である。作品はアンリ・ルモワンヌ社・ジョベール社から出版されている。
2020年現在も精力的に作曲活動に勤しむ。

## 主要作品
- two concertos for violin
- partition concertante for cello and ensemble
- two works for string trio and orchestra
- two chamber operas
- Baroques for viola and orchestra (1973)
- Concerto for viola and orchestra (1965)
- Jeux pour lumière for violin, viola, cello and orchestra (1969)
- Les Tarots d'Ulysse for soprano, tenor and baritone soloists, violin, viola and flute soli, children's chorus, percussion, synthesizers and tape (1984)
- Ma manière d'arbre II: Du lent sommeil des feuilles for viola and 10 instruments (1992)
- Écorces I for violin and viola (published 1968)
- Sonata for viola solo (1983)
- Duo for viola and harp (1985)
- 迷宮の書 (1999)
- 交響曲 1-8
- 弦楽四重奏曲 1-8
- ピアノ・ソナタ 1-6